# Bike
Bike är en svensk motorcykeltidning som grundades 1979. Tidningen innehåller bland annat tester och nyheter med anknytning till motorcyklar, tillbehör, reseskildringar, teknik och racing.
Bike såldes 2007 till OK-förlaget , men efter flera år av lönsamhetssvårigheter upphörde tidningens utgivning. Bike såldes till företaget Motorrad Nordic AB, vars ägare var säljare av Bike 2007. Den tyska motorcykeltidningen Motorrad, som man sedan 2006 publicerade månadsvis i svensk översättning, bytte då namn till Bike.
Motorrad Nordic AB köpte i juli 2023 även den svenska motorcykeltidningen Allt om MC av förlaget Albinsson & Sjöberg.